# Tropidophora desmazuresi
Tropidophora desmazuresi foi uma espécie de gastrópodes da família Pomatiasidae.
Foi endémica da Maurícia.